# ماريو كومو
ماريو كومو (بالإنجليزية: Mario Matthew Cuomo)‏

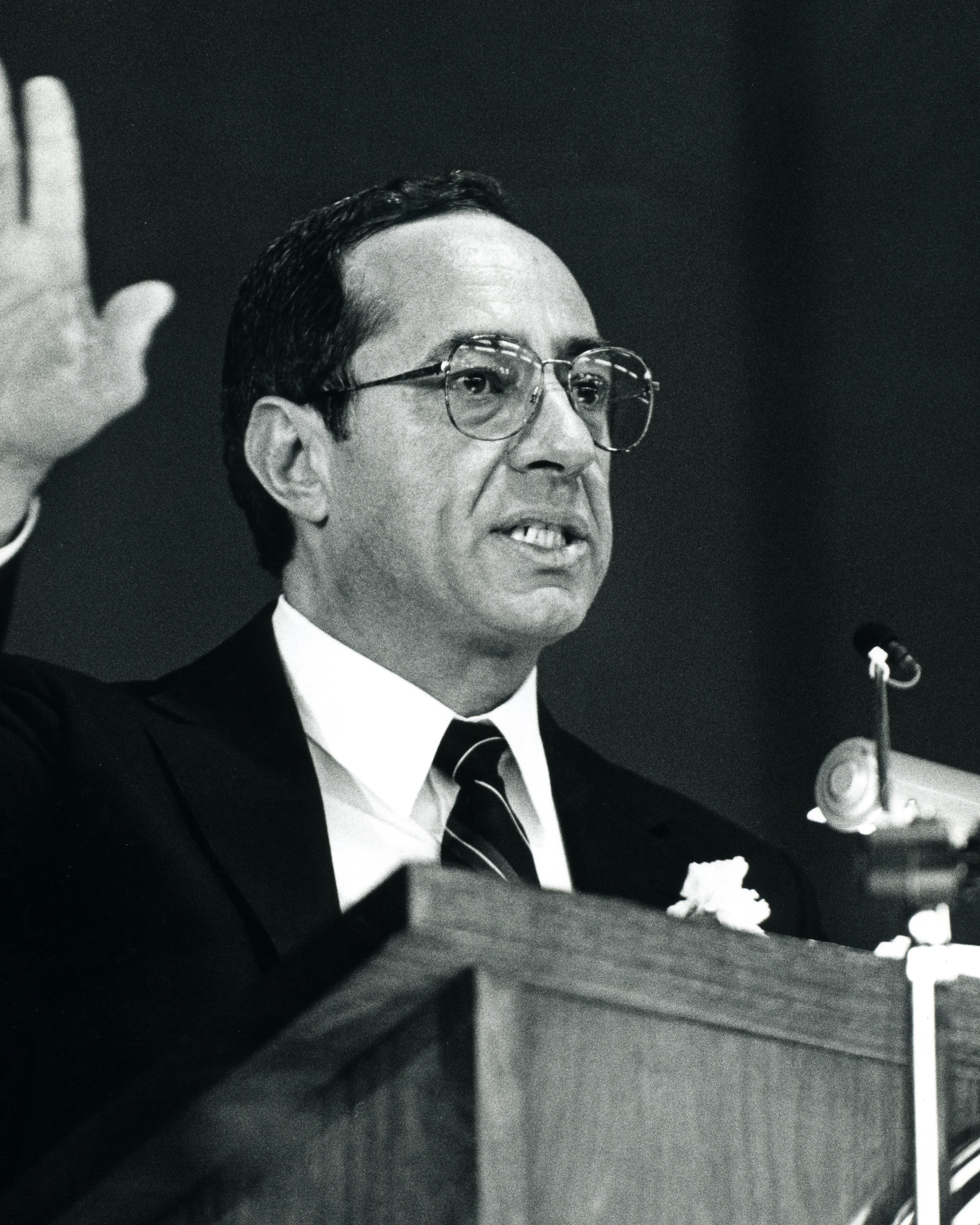
ماريو كومو

(15 يونيو 1932-1 يناير 2015) هو سياسي أميركي، عضو الحزب الديمقراطي و الحاكم رقم 52 لولاية نيويورك من 1983 إلى 1994.

## روابط خارجية
- ماريو كومو على موقع الموسوعة البريطانية (الإنجليزية)
- ماريو كومو على موقع مونزينجر (الألمانية)
- ماريو كومو على موقع ميوزك برينز (الإنجليزية)
- ماريو كومو على موقع إن إن دي بي (الإنجليزية)
- ماريو كومو على موقع أول ميوزيك (الإنجليزية)
- ماريو كومو على موقع ديسكوغز (الإنجليزية)
- ماريو كومو على موقعبيزبول رفرنس.كوم (الدوري الثانوي) (الإنجليزية)